# Национальная библиотека Украины для детей
Национальная библиотека Украины для детей (НБУ для детей) — главная детская библиотека Украины.
Библиотека является: 
- национальным хранилищем литературы для детей, научно-методическим, справочно-библиографическим, информационным и консультационным центром для сети 1160 специализированных детских библиотек, осуществляющих библиотечно-информационное обслуживание детей и подростков в регионах, и способствует повышению социальной роли специализированных библиотек Украины для детей, обеспечивает сохранение и развитие сети в соответствии с Законом Украины «О библиотеках и библиотечном деле»;
- общегосударственным хранилищем произведений печати и других документов универсального характера, полного репертуара национальных произведений печати для детей[1].

## История
1 января 1967 г. на базе районной библиотеки для детей им. Михаила Коцюбинского Московского района г. Киева была создана Государственная республиканская библиотека для детей (ГРБ для детей) (приказ Министра культуры СССР № 185 от 27.08.1966 г. и постановление Совета Министров Украины № 558 от 22.07.1966 г. «О создании Государственной республиканской библиотеки для детей»).
За время своего существования НБУ для детей несколько раз меняла название: в 1978 году библиотеке было присвоено имя Ленинского комсомола, с 1993 года — Государственная библиотека Украины для детей, со 2 октября 2003 года — Национальная библиотека Украины для детей (указ Президента Украины № 1142/2003).
В 1976 году на кооперативных началах с Киевским механическим заводом им. О. К. Антонова началось строительство встроено-пристроенного помещения библиотеки (согласно решению Киевского городского Совета депутатов трудящихся № 1651 от 16 октября 1972 года). Оригинальный проект главного архитектора М. П. Будиловского и архитектора И. А. Цейтлитиной в деталях учел предложения директора библиотеки А. С. Кобзаренко. Оформляли библиотеку известные художники и скульпторы. Произведения из керамики — панно «Первопечатник», комнату сказок, цветы в вестибюле библиотеки — создала скульптор-керамист В. Рапай, металлические кованки и цветной витраж — художник А. Миловзоров.
Во время строительства использованы лучшие отделочные материалы: из Армении поступили розовые плитки (туф) для отделки стен, из Узбекистана — мрамор. Ереванские мастера изготовили витражи для окон, а прикарпатские мебельщики — читательские столики специальной конструкции, стеллажи и книжные витрины; паркет был получен из Киверцев Волынской области.
26 декабря 1978 г. ГРБ для детей им. Ленинского комсомола получила новое помещение по адресу: г. Киев, ул. Баумана, 60.
В 2017 году на государственном уровне в Украине отмечался юбилей — 50 лет со времени основания Национальной библиотеки Украины для детей (1967).

## Фонды
На момент открытия фонд ГРБ для детей составил 31 тыс. экземпляров книг, полученных от районной библиотеки для детей им. М. Коцюбинского. Для дальнейшего пополнения фондов использовались традиционные источники комплектования — Киевский областной библиотечный коллектор, книжные магазины, агентство «Союзпечать». Важным шагом для формирования фонда библиотеки приказ Министерства культуры СССР № 185 от 27.08.1966 г., по которому Республиканская библиотека УССР им. КПСС бесплатно передала в фонды ГРБ документы для учеников 1-8 классов и должна была и в дальнейшем передавать как бесплатные, так и платные всесоюзные и республиканские обязательные экземпляры детской книги. Существенно повлияла на количественный и качественный состав фондов бесплатная передача книг в 1979 году от Центральной научной библиотекой НАН Украины, было передано 70 тыс. единиц изданий детской литературы за 1930—1970 гг. на украинском, русском и других языках. Значительная часть этой литературы (11 тыс. экземпляров) составила основу фонда редкой книги.
По состоянию на 01.01.2014 год фонды библиотеки насчитывают 523,76 тыс. экземпляров книг, периодических изданий, аудиовизуальных материалов, в том числе более 18 тыс. книг на языках народов мира. Уникальную коллекцию редких и ценных изданий составляют 15,823 тыс. экземпляров, из них книг — 13,605 тыс. экземпляров и 2,218 тыс. периодических изданий. Для удобства пользования издания в фонде условно объединены в отдельные коллекции: «украинка», российские издания, другие зарубежные издания. Кроме того, фонд можно представить и по отдельным периодам, в каждом из которых есть свои жемчужины. Древнейшей в фонде является украинская книга «Басни», которая увидела свет во Львове в 1864 году. Заслуживают внимания одна из первых украинских хрестоматий Т. Хуторного, вышедшая в Киеве в 1883 г., первые детские издания произведений Т. Шевченко, И. Франка, Л. Украинки, А. Пчилки, Б. Гринченко, С. Черкасенко, Д. Мордовца и др. Период 1920—1940 гг. представлен произведениями А. Олеся, А. Чайковского, Н. Вороного, М. Пидгирянки, А. Лотоцкого, В. Гренджи-Донского. Н. Забилы, А. Иваненко, дополненными и обогащенными яркими иллюстрациями П. Лапина, Б. Крюкова, И. Киселя,.
В фонде есть собрание книг на языках оригиналов выдающихся писателей Великобритании, Германии, Польши, России, США, Франции. Они представлены произведениями Ж. Верна, Дж. Лондон Э. Сетон-Томпсона, А. Дюма, Г. Стивенсона, К. Чуковского, С. Маршака, и др. Наибольшую ценность представляют — самая старая книга фонда — произведение Д. Локка «O edukacyi dzieci» «О воспитании детей» (1801) на польском языке; первое издание «Морского волка» Дж. Лондона с его пометками (Нью-Йорк, 1904), а также книги, иллюстрированные классиками английской и американской книжной графики К. Гринауей, В. Крейном, Г. Колдекоттом. Древнейшее издание на русском языке — книга В. А. Ишимовой «История России в рассказах для детей» (1837). В фонде НБУ для детей есть издания, которые сохранились в стране в единственных экземплярах.